# Costus asplundii
Costus asplundii är en enhjärtbladig växtart som först beskrevs av Paulus Johannes Maria Maas, och fick sitt nu gällande namn av Paulus Johannes Maria Maas. Costus asplundii ingår i släktet Costus och familjen Costaceae. Inga underarter finns listade.